# Buena (New Jersey)
Pour les articles homonymes, voir Buena.
Buena est une municipalité américaine située dans le comté d'Atlantic au New Jersey.
Lors du recensement de 2010, sa population est de 4 603 habitants. La municipalité s'étend sur 7,58 milles carrés (19,63 km2).
Buena devient une municipalité indépendante de Buena Vista Township en 1948, adoptant le statut de borough,.